# Baján
A Baján török → magyar eredetű férfinév, jelentése: gazdag, bő.

## Gyakorisága
Az 1990-es években szórványosan fordult elő, a 2000-es években nem szerepel a 100 leggyakoribb férfinév között.

## Névnapok
- április 24.[2]
- december 20.[2]

## Alakváltozatok
- Bajcsa
- Bajka

## Rokon nevek
- Bojta / Vajta
- Vajk

## Híres Bajánok
- Baján kagán avar uralkodó